# Universidad de Saskatchewan
La Universidad de Saskatchewan (en inglés: University of Saskatchewan) es una universidad localizada en Saskatchewan (Canadá). Fue fundada en 1907.

## Afiliaciones
UArctic, AUCC, CARL, IAU, CIS, ACU, CWUAA, Fields Institute, CBIE, CUP.